# Dasychira subochracea
Dasychira subochracea är en fjärilsart som beskrevs av Aurivillius 1910. Dasychira subochracea ingår i släktet Dasychira och familjen tofsspinnare. Inga underarter finns listade i Catalogue of Life.